# 李晓岩
李晓岩（1961年7月—），回族，吉林省长春市双阳区人，中国人民解放军南部战区海军副参谋长，中国人民解放军海军少将。

## 生平

### 早年
李晓岩出生于吉林长春大营子的一个回族家庭，父亲李连武是双阳区燃料公司的财务工作人员。李晓岩是家中长子，有三个妹妹。入伍参军后，李晓岩于1979年7月被选拔担任飞行员进入空军第二航空预备学校，1980年9月进入空军第八飞行学院。1982年9月取得飞行专业大学专科学历，分配至南海舰队航空兵九师二十七团三大队，先后担任飞行教官，飞行中队长，至1987年，飞行时数600小时，获得三级飞行员证书，立三等功两次。1987年，李晓岩考入中国人民解放军海军广州舰艇学院飞行员舰长班，历时3年半学习后，1991年1月毕业，取得舰艇指挥专业本科学历和工学学士学位，毕业后业分配至南海舰队驱逐舰第二支队，任南宁号导弹驱逐舰见习副舰长，之后历任南昌号导弹驱逐舰副舰长，宜宾号导弹护卫舰副舰长、江门号导弹护卫舰舰长。
1996年3月，李晓岩前往俄罗斯库兹涅佐夫海军学院学习，1999年6月，以《海军联合战役打击航母编队》论文毕业，获海军军事学副博士学位。回国后，李晓岩出任深圳号导弹驱逐舰见习舰长、舰长。2000年，李晓岩作为深圳号导弹驱逐舰见习舰长，参与了中国人民解放军海军舰艇编队的环球航行，首次航经太平洋、印度洋、大西洋，首次横渡印度洋，首次访问非洲大陆，首次闯过好望角。2001年，中美南海撞机事件发生后，李晓岩率领深圳号导弹驱逐舰参与搜救失踪飞行员王伟。2007年，李晓岩已升任南海舰队驱逐舰第九支队参谋长，率军舰前往新加坡，参加西太平洋海军论坛第二届多边海上演习暨第四届战术训练中心网上演习。当时演习有12个国家参加，李晓岩出任中国参演舰指挥员。

### 航母平台工作
2008年，李晓岩和另外六七人进入广州舰艇学院内部学习，2010年12月份抵达大连，于2011年年初出任中国航空母舰平台首任舰长，负责航母相关工作。不迟于2012年7月31日，李晓岩卸任航母平台舰长，出任东海舰队副参谋长。2012年10月，李晓岩调任南海舰队副参谋长。

### 索马里护航及对外访问
2012年11月9日，李晓岩出任中国人民解放军海军索马里护航行动第十三批护航任务编队指挥员，率领黄山号导弹护卫舰、衡阳号导弹护卫舰和青海湖号综合补给舰、2架舰载直升机和部分特战队员组成编队，编队官兵近800人，从广东湛江某军港起航，前往亚丁湾、索马里海域接替第十二批编队批护航编队。当地时间12月1日晚6：30，第13批护航编队的黄山号导弹护卫舰抵达吉布提港，中国驻吉布提使馆参赞、中资机构代表等在码头迎接，并登上黄山舰参观。李晓岩介绍了有关护航情况，并代表护航编队全体官兵对来宾的到来表示欢迎和感谢。

### 寒训及阅兵
2015年1月8日，李晓岩出任寒训指挥员，率领海军陆战队某旅千人从广东出发，前往吉林洮南某训练基地进行寒区训练。1月30日，寒区跨军种实兵对抗演练结束。
2015年9月3日，李晓岩在2015年纪念二战胜利70周年阅兵式担任两栖突击车方队领队之一。

## 其他
由于长年飞行和出海训练，李晓岩患有慢性膝关节损伤。

## 家庭

### 夫人
- 钱颖[1][15]